# Rohfäule
Rohfäule, auch Sauerfäule, tritt auf den Beeren unreifer Weintrauben auf, wenn Botrytis cinerea, auch Grauschimmel genannt, auf ihnen wächst.
Die Rohfäule wird durch feuchtwarme Witterung bei einem Mostgewicht unter etwa 60 Grad Öchsle bzw. 12 °KMW begünstigt. Sie tritt auch häufig auf, wenn die Beeren durch Hagel, Sauerwurmfraß oder andere Ursachen verletzt wurden. Kommt es zum Botrytisbefall bei reifen Weintrauben, nennt man das Ergebnis Edelfäule, was durchaus ein gewünschter Vorgang sein kann.
Der Schimmelpilz durchdringt mit seinen Enzymen die Beerenschale. Die Beerenhaut verfärbt sich braun. Einige Zeit später entwickelt sich auch ein brauner Pilzrasen des Botrytispilzes. Der Most dieser Beeren ist sauer, unreif und farbintensiv. Daher rührt auch die Bezeichnung Sauerfäule. Bei lange anhaltenden Regenfällen kommt es zur Auswaschung der Beeren und damit zu massiven Mengen- und Qualitätsverlusten durch den Verlust von Extrakten und Zucker. In Extremfällen kann es zum Ausfall der gesamten Lese kommen. 
Wenn der Pilz die Traubenstiele befällt, kommt es zur Stielfäule und zum Abfallen der Beeren. Diese werden dann als Bodentrauben bezeichnet. Sie dürfen nur getrennt vom restlichen Lesegut verarbeitet werden. Eine Schönung kann Fehltöne beseitigen. In den meisten Betrieben werden diese Trauben nicht verarbeitet.
Maßnahmen, um der Rohfäule vorzubeugen oder sie zu verhindern, sind:
- moderate Laubarbeit in der Traubenzone, um die Belüftung der Trauben zu fördern (rasches Abtrocknen).
- vorbeugender Einsatz von Pflanzenschutzmitteln gegen Botrytis.